# Bukit Shofa
Bukit Shofa is een bestuurslaag in het regentschap Pematang Siantar van de provincie Noord-Sumatra, Indonesië. Bukit Shofa telt 5901 inwoners (volkstelling 2010).